# Prodasineura simplificata
Prodasineura simplificata är en trollsländeart som beskrevs av Elliot C.G. Pinhey 1966. Prodasineura simplificata ingår i släktet Prodasineura och familjen Protoneuridae. Inga underarter finns listade i Catalogue of Life.